# All Saints (альбом Дэвида Боуи)
All Saints — название двух различных компиляций Дэвида Боуи, первая выпущена неофициально в 1993 году, вторая вышла в 2001 году на лейбле EMI, оба сборника состоят из его инструментальных работ.

## Об альбомах
Первый сборник «All Saints» был издан на 2-х дисках, задуманный как рождественский подарок друзьям и семье Боуи, в 1993 году. Было сделано лишь 150 копий. Из-за своей редкости альбом является весьма желательным экземпляром у коллекционеров на протяжении многих лет.
В 2001 году с подачи Дэвида Боуи, был издан второй сборник «All Saints». В этот сборник были включены все инструментальные композиции из альбома «Black Tie White Noise», а также «South Horizon» из «The Buddha of Suburbia», «Brilliant Adventure» из альбома «'hours...'» и «Crystal Japan», тоже вошли в этот сборник.
Ни один из сборников не является полной компиляцией инструментальных композиций Боуи.

## Список композиций

### Компиляция 1993 года

#### Диск 1
1. «Warszawa» (Дэвид Боуи, Брайан Ино) — 6:17
2. «Some Are» (Low Symphony version) (Дэвид Боуи, Брайан Ино, Филип Гласс) — 11:17
3. «Subterraneans» (Дэвид Боуи) — 5:37
4. «Moss Garden» (Дэвид Боуи, Брайан Ино) — 5:03
5. «Sense of Doubt» (Дэвид Боуи) — 3:57
6. «Neuköln» (Дэвид Боуи, Брайан Ино) — 4:34
7. «Art Decade» (Дэвид Боуи) — 3:43
8. «The Mysteries» (Дэвид Боуи) — 7:08
9. «Ian Fish U.K. Heir» (Дэвид Боуи) — 6:20

#### Диск 2
1. «Abdulmajid» (Дэвид Боуи, Брайан Ино) — 3:40
2. «South Horizon» (Дэвид Боуи) — 5:20
3. «Weeping Wall» (Дэвид Боуи) — 3:25
4. «Pallas Athena» (Дэвид Боуи) — 4:40
5. «A New Career in a New Town» (Дэвид Боуи) — 2:50
6. «The Wedding Song» (Дэвид Боуи) — 5:04
7. «V-2 Schneider» (Дэвид Боуи) — 3:10
8. «Looking for Lester» (Дэвид Боуи, Найл Роджерс) — 5:36
9. «All Saints» (Дэвид Боуи, Брайан Ино) — 3:35

### Компиляция 2001 года
1. «A New Career in a New Town» (Дэвид Боуи) — 2:50
2. «V-2 Schneider» (Дэвид Боуи) — 3:10
3. «Abdulmajid» (Дэвид Боуи, Брайан Ино) — 3:40
4. «Weeping Wall» (Дэвид Боуи) — 3:25
5. «All Saints» (Дэвид Боуи, Брайан Ино) — 3:35
6. «Art Decade» (Дэвид Боуи) — 3:43
7. «Crystal Japan» (Дэвид Боуи) — 3:08
8. «Brilliant Adventure» (Дэвид Боуи) — 1:51
9. «Sense of Doubt» (Дэвид Боуи) — 3:57
10. «Moss Garden» (Дэвид Боуи, Брайан Ино) — 5:03
11. «Neuköln» (Дэвид Боуи, Брайан Ино) — 4:34
12. «The Mysteries» (Дэвид Боуи) — 7:12
13. «Ian Fish U.K. Heir» (Дэвид Боуи) — 6:27
14. «Subterraneans» (Дэвид Боуи) — 5:37
15. «Warszawa» (Дэвид Боуи, Брайан Ино) — 6:17
16. «Some Are» (Дэвид Боуи, Брайан Ино, Филип Гласс) (Low Symphony version) — 11:17